# Zlaimmöser-Moore / Weißenbachalm
Zlaimmöser-Moore / Weißenbachalm este o arie protejată (arie specială de conservare — SAC, sit de importanță comunitară — SCI) din Austria întinsă pe o suprafață de 17,46 ha, integral pe uscat.

## Localizare
Centrul sitului Zlaimmöser-Moore / Weißenbachalm este situat la coordonatele 47°36′17″N 13°53′43″E / 47.6048°N 13.8953°E.

## Înființare
Situl Zlaimmöser-Moore / Weißenbachalm a fost declarat sit de importanță comunitară în iulie 1998 pentru a proteja un număr necunoscut de specii din flora spontană și fauna sălbatică aflate în arealul zonei. Situl a fost protejat și ca arie specială de conservare în februarie 2006.

## Biodiversitate
Situată în ecoregiunea alpină, aria protejată conține 3 habitate naturale: Turbării active, Mlaștini turboase de tranziție și turbării mișcătoare, Mlaștini alcaline.
La baza desemnării sitului se află un număr nedeclarat de specii protejate.
Pe lângă speciile protejate, pe teritoriul sitului au mai fost identificate 16 specii de plante.